# Ortogonální polynomy
Posloupnost ortogonálních polynomů je v matematice rodina polynomů taková, že jakékoli dva různé polynomy v posloupnosti jsou navzájem ortogonální v nějakém unitárním prostoru.
Nejpoužívanější ortogonální polynomy jsou klasické ortogonální polynomy, ke kterým patří Hermitovy polynomy, Laguerrovy polynomy a Jacobiho polynomy spolu s jejich speciálními případy Gegenbauerovými polynomy, Čebyševovými polynomy a Legendrovými polynomy.
Obor ortogonálních polynomů rozvinul na konci 19. století ze studia řetězových zlomků Pafnutij Lvovič Čebyšev a rozvíjeli jej Andrej Markov a Thomas Joannes Stieltjes. K dalším matematikům, kteří se zabývali ortogonálními polynomy, patří Gábor Szegő, Sergej Natanovič Bernstein, Naum Iljič Achiezer, Arthur Erdélyi, Jakov Lazarovič Geronimus, Wolfgang Hahn, Theodore Seio Chihara, Mourad Ismail, Waleed Al-Salam a Richard Askey.

## Definice pro případ jedné proměnná s reálnou mírou
Je-li dána nějaká neklesající funkce {\displaystyle {\mbox{d}}\alpha } na reálných číslech, můžeme definovat Lebesgueův–Stieltjesův integrál
{\displaystyle \int f(x)\;{\mbox{d}}\alpha (x)}
funkce f. Pokud je tento integrál konečný pro všechny polynomy f, můžeme definovat vnitřní součin dvojice polynomů f a g vzorcem
{\displaystyle \langle f,g\rangle =\int f(x)g(x)\;{\mbox{d}}\alpha (x).}
Tato operace je pozitivně semidefinitní vnitřní součin na vektorovém prostoru všech polynomů a je pozitivně definitní, pokud funkce α má nekonečný počet bodů růstu. Obvyklým způsobem zavedeme pojem ortogonality, jmenovitě, že dva polynomy jsou ortogonální, pokud je jejich vnitřní součin nula.
Pak posloupnost (Pn)n=0∞ ortogonálních polynomů je definována vztahy
{\displaystyle \deg P_{n}=n~,\quad \langle P_{m},\,P_{n}\rangle =0\quad {\text{for}}\quad m\neq n~.}
Jinými slovy posloupnost získáme z posloupnosti jednočlenů 1, x, x2, ... Gram–Schmidtovou ortogonalizací vzhledem k tomuto vnitřnímu součinu.
Obvykle požadujeme, aby posloupnost byla ortonormální; zpravidla, aby
{\displaystyle \langle P_{n},P_{n}\rangle =1~,}
ale někdy se používají jiné normalizace.

### Případ absolutně spojité funkce
Někdy máme
{\displaystyle {\mbox{d}}\alpha (x)=W(x)\,{\mbox{d}}x}
kde
{\displaystyle W:\langle x_{1},x_{2}\rangle \to \mathbb {R} }
je nezáporná funkce s nosičem na nějakém intervalu {\displaystyle \langle x_{1},x_{2}\rangle } reálné osy (přičemž může být i x1 = −∞ a x2 = ∞). Takové W se nazývá váhová funkce.
Pak vnitřní součin popisuje vztah
{\displaystyle \langle f,g\rangle =\int _{x_{1}}^{x_{2}}f(x)g(x)W(x)\;{\mbox{d}}x.}
Existuje však mnoho příkladů ortogonálních polynomů, kde míra dα(x) má body s nenulovou mírou, ve kterých je funkce α nespojitá, takže váhovou funkci W nelze definovat jako výše.

## Příklady ortogonálních polynomů
Nejpoužívanější ortogonální polynomy jsou ortogonální pro míru s nosičem na nějakém reálném intervalu. Patří k nim:
- Klasické ortogonální polynomy (Jacobiho polynomy, Laguerrovy polynomy, Hermitovy polynomy a jejich speciální případy Gegenbauer polynomy, Čebyševovy polynomy a Legendrovy polynomy).
- Wilsonovy polynomy zobecňující Jacobiho polynomy. Mnoho ortogonálních polynomů sem patří jako speciální případy, například Meixnerovy–Pollaczekovy polynomy, spojité Hahnovy polynomy, spojité duální Hahnovy polynomy a klasické polynomy popsané Askeyovým schématem.
- Askeyovy–Wilsonovy polynomy zavádějí do Wilsonových polynomů zvláštní parametr q.

Diskrétní ortogonální polynomy jsou ortogonální vzhledem k nějaké diskrétní míře. Míra má někdy konečný nosič; v tomto případě není rodina ortogonálních polynomů nekonečnou posloupností, ale konečnou. Racahovy polynomy jsou příkladem diskrétních ortogonálních polynomů a jako speciální případy zahrnují Hahnovy polynomy a duální Hahnovy polynomy, které zase zahrnují jako speciální případy Meixnerovy polynomy, Kravčukovy polynomy a Charlierovy polynomy.
„Proseté“ ortogonální polynomy (anglicky Sieved orthogonal polynomials) jsou ortogonální polynomy, jejichž rekurentní vztah je upraven použitím rekurentního vztahu z jiné skupiny polynomů.
Můžeme také uvažovat ortogonální polynomy pro nějaké křivky v komplexní rovině. Nejdůležitějším případem (jiným než reálné intervaly) je, když křivkou je jednotková kružnice, což dává ortogonální polynomy na jednotkové kružnici, jako například Rogersovy–Szegőovy polynomy.
Existují určité rodiny ortogonálních polynomů, které jsou ortogonální na rovinné oblasti jako například na trojúhelnících nebo kruzích. Někdy mohou být zapsány pomocí členů Jacobiho polynomů. Například Zernikeovy polynomy jsou ortogonální na jednotkovém kruhu.
Výhoda ortogonality mezi různými řády Hermitových polynomů je aplikována na strukturu Zobecněného multiplexování s frekvenčním dělením (anglicky Generalized frequency division multiplexing, GFDM). V každé buňce mřížky čas-frekvence může být přenášen více než jeden symbol.

## Vlastnosti
Ortogonální polynomy jedné proměnné definované vztahem nezáporné míry na reálné ose mají následující vlastnosti.

### Vztah k momentům
Ortogonální polynomy Pn mohou být vyjádřeny pomocí momentů
{\displaystyle m_{n}=\int x^{n}\,{\mbox{d}}\alpha (x)}
takto:
{\displaystyle P_{n}(x)=c_{n}\,\det {\begin{pmatrix}m_{0}&m_{1}&m_{2}&\cdots &m_{n}\\m_{1}&m_{2}&m_{3}&\cdots &m_{n+1}\\&&\vdots &&\vdots \\m_{n-1}&m_{n}&m_{n+1}&\cdots &m_{2n-1}\\1&x&x^{2}&\cdots &x^{n}\end{pmatrix}}~,}
kde konstanty cn jsou libovolné (závisejí na normalizaci polynomů Pn).

### Rekurentní vztah
Polynomy Pn vyhovují rekurentnímu vztahu tvaru
{\displaystyle P_{n}(x)=(A_{n}x+B_{n})P_{n-1}(x)+C_{n}P_{n-2}(x)~.}
Opačný výsledek popisuje Favardova věta.

### Kořeny
Pokud míra {\displaystyle {\mbox{d}}\alpha } je podporovaná na intervalu {\displaystyle \langle a,b\rangle }, všechny kořeny polynomu Pn leží v {\displaystyle \langle a,b\rangle }. Navíc mají kořeny následující prokládací vlastnost:, pokud je m < n, existuje kořen polynomu Pn mezi jakýmikoli dvěma kořeny polynomu Pm.

## Vícerozměrné ortogonální polynomy
Macdonaldovy polynomy jsou ortogonální polynomy několika proměnných, v závislosti na volbě affinního kořenového systému. Patří k nim mnoho jiných rodin ortogonálních polynomů více proměnných jako speciální případy, mj. Jackovy polynomy, Hallovy–Littlewoodovy polynomy, Heckmanovy–Opdamovy polynomy a Koornwinderovy polynomy. Askeyovy–Wilsonovy polynomy jsou speciálním případem Macdonaldových polynomů pro určitý neredukovaný kořenový systém hodnosti 1.